# Alchemilla helenae
Alchemilla helenae é uma espécie de rosácea do gênero Alchemilla, pertencente à família Rosaceae.